# Rubus pungens
Rubus pungens là loài thực vật có hoa trong họ Hoa hồng. Loài này được Cambess. miêu tả khoa học đầu tiên năm 1844.